# Матільд Сіні
Матільд Сіні (фр. Mathilde Cini, 18 листопада 1994) — французька плавчиня.
Учасниця Олімпійських Ігор 2016 року.
Призерка Чемпіонату Європи з плавання на короткій воді 2017 року.